# Angela Sarafyan
Angela Sarafyan, född 30 juni 1983 i Jerevan i nuvarande Armenien, är en armenisk-amerikansk skådespelare.
Sarafyan har bland annat medverkat i TV-serien Westworld (2016–2022). Hon har även medverkat i filmerna Extremely Wicked, Shockingly Evil and Vile från 2019 och Run & Gun från 2022.

## Filmografi (i urval)
- 2013 – Paranoia
- 2016–2022 – Westworld (TV-serie)
- 2019 – Extremely Wicked, Shockingly Evil and Vile
- 2022 – Run & Gun
- 2025 – G20